# Teemu Elomo
Teemu Elomo (ur. 13 stycznia 1979 w Turku) – fiński hokeista, reprezentant Finlandii, trener.
Jego bracia Miika (ur. 1977) i Tommi (ur. 1981) także zostali hokeistami.

## Kariera zawodnicza
- TPS U16 (1993-1995)
- TPS U18 (1994-1996)
- TPS U20 (1996-1999)
  -  Kiekko-67 (1995-1997)
- TPS (1996-2001)
- Blues (2001-2005)
- Mora IK (2005-2009)
- Alba Volan (2009)
- Herning Blue Fox (2009-2010)
- Tingsryds AIF (2010-2011)
- Dragons de Rouen (2011-2012)
- Arystan Temyrtau (2012-2013)
- Herlev Eagles (2013-2014)
- Újpesti TE (2014-2016)
- HC Nové Zámky (2016)
- TuTo (2016)
- Olofströms IK (2016)

Wychowanek klubu TPS w rodzinnym mieście. grał w drużynach juniorskich i zespole seniorskim do 2001. Potem grał w drużynie z Espoo do 2005. Od tego roku przez kolejne cztery sezony grał w szwedzkim klubie Mora IK. W późniejszych latach grał w innych drużynach w ligach europejskich. Na początku 2016 przeszedł do fińskiego klubu TuTo, gdzie trenerem był jego brat Miika.
W barwach juniorskich reprezentacji Finlandii uczestniczył w turniejach mistrzostw świata juniorów do lat 17 edycji 1996, mistrzostw Europy juniorów do lat 18 edycji 1996, 1997, mistrzostw świata juniorów do lat 20 edycji 1998, 1999. W sezonie 2001/2002 występował w seniorskiej reprezentacji kraju.

## Kariera trenerska
- Olofströms IK (2016-2017), grający trener
- Olofströms IK (2017-2018), główny trener
- Osby IK (2018-2020), główny trener
- Haugesund Seagulls (2020-2022), główny trener
- KH Energa Toruń (2022-2023), główny trener
- Boro/Vetlanda HC (2023-), główny trener

Karierę szkoleniowca rozpoczął jako grający trener w swoim ostatnim klubie, szwedzkim Olofströms IK. Po dwóch latach, w 2018 został trenerem innej szwedzkiej ekipy, Osby IK. Latem 2020 został trenerem norweskiej drużyny Haugesund Seagulls. W maju 2022 został ogłoszony trenerem drużyny KH Energa Toruń w rozgrywkach Polskiej Hokej Ligi (w styczniu tego roku jego brat Miika został szkoleniowcem innego zespołu z tej ligi, STS Sanok). Po sezonie 2022/2023 jego kontrakt został rozwiązany. W sierpniu 2023 został szkoleniowcem szwedzkiego zespołu Boro/Vetlanda HC.

## Sukcesy
Zawodnicze reprezentacyjne
- Srebrny medal mistrzostw Europy juniorów do lat 18: 1996
- Złoty medal mistrzostw Europy juniorów do lat 18: 1997
- Złoty medal mistrzostw świata juniorów do lat 20: 1998

Zawodnicze klubowe
- Złoty medal Europejskiej Hokejowej Ligi: 1997 z TPS
- Superpuchar IIHF: 1997 z TPS
- Srebrny medal mistrzostw Finlandii: 1997 z TPS
- Trofeum pamiątkowe Harry’ego Lindbladina – pierwsze miejsce w sezonie zasadniczym SM-liigi: 1998, 1999, 2000 z TPS
- Złoty medal U20 SM-liiga: 1998 z TPS U20
- Brązowy medal U20 SM-liiga: 1999 z TPS U20
- Złoty medal mistrzostw Finlandii: 1999, 2000, 2001 z TPS
- Hopealuistin: 2000 z TPS
- Trzecie miejsce w Europejskiej Hokejowej Lidze: 2000 z TPS
- Brązowy medal mistrzostw Danii: 2010 z Herning Blue Fox
- Puchar Kontynentalny: 2012 z Dragons de Rouen
- Złoty medal mistrzostw Francji: 2012 z Dragons de Rouen

Trenerskie klubowe
- Awans do Division 2: 2019 z Osby IK[9]